# 사랑해서 남주나
《사랑해서 남주나》는 2013년 9월 28일부터 2014년 3월 30일까지 방영된 문화방송 주말연속극이다.

## 등장인물

### 주요 인물
- 이상엽 : 정재민 역
- 홍수현 : 송미주 역
- 신다은 : 은하경 역
- 서지석 : 은하림 역

### 미주네
- 차화연 : 홍순애 역
- 강석우 : 송호섭 역
- 김나운 : 이연희 역
- 서동원 : 송병주 역
- 오나라 : 김지영 역
- 남보라 : 송은주 역

### 재민이네
- 박근형 : 정현수 역
- 유호정 : 정유진 역
- 김승수 : 강성훈 역
- 한고은 : 정유라 역

### 하경이네
- 정재순 : 은희자 역
- 최정우 : 은희재 역
- 유지인 : 이혜신 역
- 최수린 : 신수정 역

### 그 외 인물
- 조연우 : 장윤철 역
- 이현경 : 윤철 아내 역
- 정소영 : 이민영 역
- 김민수 : 정영훈 역
- 김용희 : 상혁 역
- 최한나
- 맹봉학 : 의류업체 사장 역
- 전해룡 : 경비 역
- 이승형
- 김광인
- 김태영
- 김인호

### 특별출연
- 손성윤 : 성민 역 (1회, 청혼받는 여자)
- 윤박 : 김준성 역

## 시청률
최저 시청률과 최고 시청률은 시청률 조사회사와 지역별로 시청률에 차이가 있을 수 있습니다.
| 2013년      | 2013년      | 2013년         | 2013년       | 2013년         | 2013년       |
| 회차        | 방송일      | TNmS 시청률    | TNmS 시청률  | AGB 시청률     | AGB 시청률   |
| 회차        | 방송일      | 대한민국(전국) | 서울(수도권) | 대한민국(전국) | 서울(수도권) |
| ----------- | ----------- | -------------- | ------------ | -------------- | ------------ |
| 제1회       | 9월 28일    | 11.7%          | 14.5%        | 10.8%          | 11.8%        |
| 제2회       | 9월 29일    | 12.4%          | 15.0%        | 12.8%          | 14.5%        |
| 제3회       | 10월 5일    | 9.5%           | 10.9%        | 11.0%          | 12.7%        |
| 제4회       | 10월 6일    | 9.9%           | 11.6%        | 10.7%          | 12.5%        |
| 제5회       | 10월 13일   | 10.2%          | 12.2%        | 10.2%          | 11.1%        |
| 제6회       | 10월 19일   | 10.2%          | 12.9%        | 8.9%           | 9.8%         |
| 제7회       | 10월 20일   | 9.7%           | 11.6%        | 11.0%          | 12.6%        |
| 제8회       | 10월 26일   | 9.6%           | 11.2%        | 9.8%           | 11.4%        |
| 제9회       | 10월 27일   | 10.7%          | 11.9%        | 10.2%          | 11.4%        |
| 제10회      | 11월 2일    | 9.6%           | 11.3%        | 8.5%           | 9.1%         |
| 제11회      | 11월 3일    | 11.1%          | 12.9%        | 11.2%          | 12.6%        |
| 제12회      | 11월 9일    | 8.7%           | 9.2%         | 10.7%          | 12.0%        |
| 제13회      | 11월 10일   | 9.8%           | 11.1%        | 10.5%          | 11.3%        |
| 제14회      | 11월 16일   | 9.5%           | 10.8%        | 9.5%           | 10.9%        |
| 제15회      | 11월 17일   | 10.1%          | 11.4%        | 11.1%          | 12.9%        |
| 제16회      | 11월 23일   | 8.9%           | 9.8%         | 9.7%           | 11.3%        |
| 제17회      | 11월 24일   | 11.1%          | 12.9%        | 12.8%          | 14.2%        |
| 제18회      | 11월 30일   | 10.3%          | 12.2%        | 10.5%          | 11.6%        |
| 제19회      | 12월 1일    | 11.6%          | 13.5%        | 12.7%          | 14.2%        |
| 제20회      | 12월 7일    | 10.1%          | 11.8%        | 10.9%          | 12.2%        |
| 제21회      | 12월 8일    | 11.9%          | 14.8%        | 12.9%          | 15.0%        |
| 제22회      | 12월 14일   | 9.6%           | 12.1%        | 11.3%          | 13.3%        |
| 제23회      | 12월 15일   | 10.9%          | 13.5%        | 12.4%          | 14.4%        |
| 제24회      | 12월 21일   | 10.1%          | 11.8%        | 10.9%          | 12.4%        |
| 제25회      | 12월 22일   | 11.0%          | 12.6%        | 12.7%          | 14.0%        |
| 제26회      | 12월 28일   | 9.8%           | 10.6%        | 11.5%          | 13.8%        |
| 2014년      |             |                |              |                |              |
| 제27회      | 1월 4일     | 11.1%          | 13.2%        | 13.0%          | 14.8%        |
| 제28회      | 1월 5일     | 10.4%          | 12.9%        | 12.9%          | 14.6%        |
| 제29회      | 1월 11일    | 12.1%          | 14.6%        | 13.0%          | 14.9%        |
| 제30회      | 1월 12일    | 11.8%          | 13.8%        | 13.5%          | 15.4%        |
| 제31회      | 1월 18일    | 10.9%          | 13.5%        | 13.2%          | 14.9%        |
| 제32회      | 1월 19일    | 11.9%          | 13.9%        | 12.3%          | 13.6%        |
| 제33회      | 1월 25일    | 12.4%          | 15.1%        | 12.8%          | 14.5%        |
| 제34회      | 1월 26일    | 12.2%          | 15.0%        | 13.1%          | 14.6%        |
| 제35회      | 2월 1일     | 13.9%          | 15.4%        | 13.6%          | 15.0%        |
| 제36회      | 2월 2일     | 12.9%          | 15.1%        | 14.0%          | 15.7%        |
| 제37회      | 2월 9일     | 11.3%          | 13.7%        | 13.6%          | 15.4%        |
| 제38회      | 2월 16일    | 12.1%          | 14.1%        | 13.6%          | 14.9%        |
| 제39회      | 2월 22일    | 12.3%          | 14.4%        | 13.7%          | 14.9%        |
| 제40회      | 2월 23일    | 13.3%          | 15.4%        | 14.4%          | 16.0%        |
| 제41회      | 3월 1일     | 13.2%          | 15.1%        | 13.2%          | 14.6%        |
| 제42회      | 3월 2일     | 14.6%          | 17.4%        | 14.4%          | 15.5%        |
| 제43회      | 3월 8일     | 12.9%          | 15.5%        | 12.4%          | 13.5%        |
| 제44회      | 3월 9일     | 13.5%          | 13.5%        | 13.7%          | 14.7%        |
| 제45회      | 3월 15일    | 12.9%          | 15.6%        | 13.8%          | 15.2%        |
| 제46회      | 3월 16일    | 13.0%          | 15.1%        | 13.5%          | 14.5%        |
| 제47회      | 3월 22일    | 14.4%          | 16.5%        | 14.7%          | 16.3%        |
| 제48회      | 3월 23일    | 14.6%          | 17.1%        | 16.4%          | 18.5%        |
| 제49회      | 3월 29일    | 14.1%          | 16.1%        | 15.4%          | 16.3%        |
| 제50회      | 3월 30일    | 15.7%          | 18.8%        | 16.8%          | 18.4%        |
| 평균 시청률 | 평균 시청률 | 11.5%          | 13.5%        | 12.3%          | 13.8%        |

## 결방
- 2013년 10월 12일 : 8시 45분부터 <대한민국 VS 브라질> 중계 편성 관계로 세상을 바꾸는 퀴즈와 동시 결방됐고 이 과정에서 MBC 뉴스데스크는 오후 10시, 스캔들: 매우 충격적이고 부도덕한 사건은 10시 45분에 방영[3]
- 2013년 12월 29일 : MBC 방송연예대상으로 인해 결방
- 2014년 2월 8일, 2월 15일 : 2014 소치 동계올림픽 중계방송으로 결방

## 수상
- 2013년 《MBC 연기대상》 연속극 부문 여자 우수연기상 홍수현
- 2013년 《MBC 연기대상》 여자 황금연기상 차화연
- 2013년 《MBC 연기대상》 남자 신인상 이상엽
- 2014년 제 3회 《에이판 스타 어워즈》 여자 신인상 남보라

## 경쟁 프로그램
- 열애 (SBS, 2013년 9월 28일 ~ 2014년 3월 23일)
- 강구 이야기 (SBS, 2014년 3월 29일 ~ 2014년 3월 30일)
- 맏이 (JTBC, 2013년 9월 14일 ~ 2014년 3월 16일)
- 달래 된 장국 (JTBC, 2014년 3월 22일 ~ 2014년 6월 29일)
- 왕가네 식구들 (KBS2, 2013년 8월 31일 ~ 2014년 2월 16일)
- 참 좋은 시절 (KBS2, 2014년 2월 22일 ~ 2014년 8월 10일)

## 참고 사항
- 남보라 (송은주 역)는 해당 작품에 앞서 KBS 2TV <내 딸 서영이> 캐스팅 물망에 한때 거론됐으나[4] 스스로 포기했다.